# Mevaldato reduttasi
La mevaldato reduttasi è un enzima appartenente alla classe delle ossidoreduttasi, che catalizza la seguente reazione:
(D)-mevalonato + NAD+ ⇄ mevaldato + NADH + H+